# Bad Zurzach
Bad Zurzach (toponimo tedesco; fino al 1º dicembre 2006 Zurzach, antico nome francese Zurzac) è una frazione di 4 240 del comune svizzero di Zurzach, del quale è capoluogo. Il comune si trova nell'omonimo distretto del Canton Argovia. Fino al 1 gennaio 2022 Bad Zurzach costituiva un comune  autonomo e aveva lo status di città.

## Geografia fisica

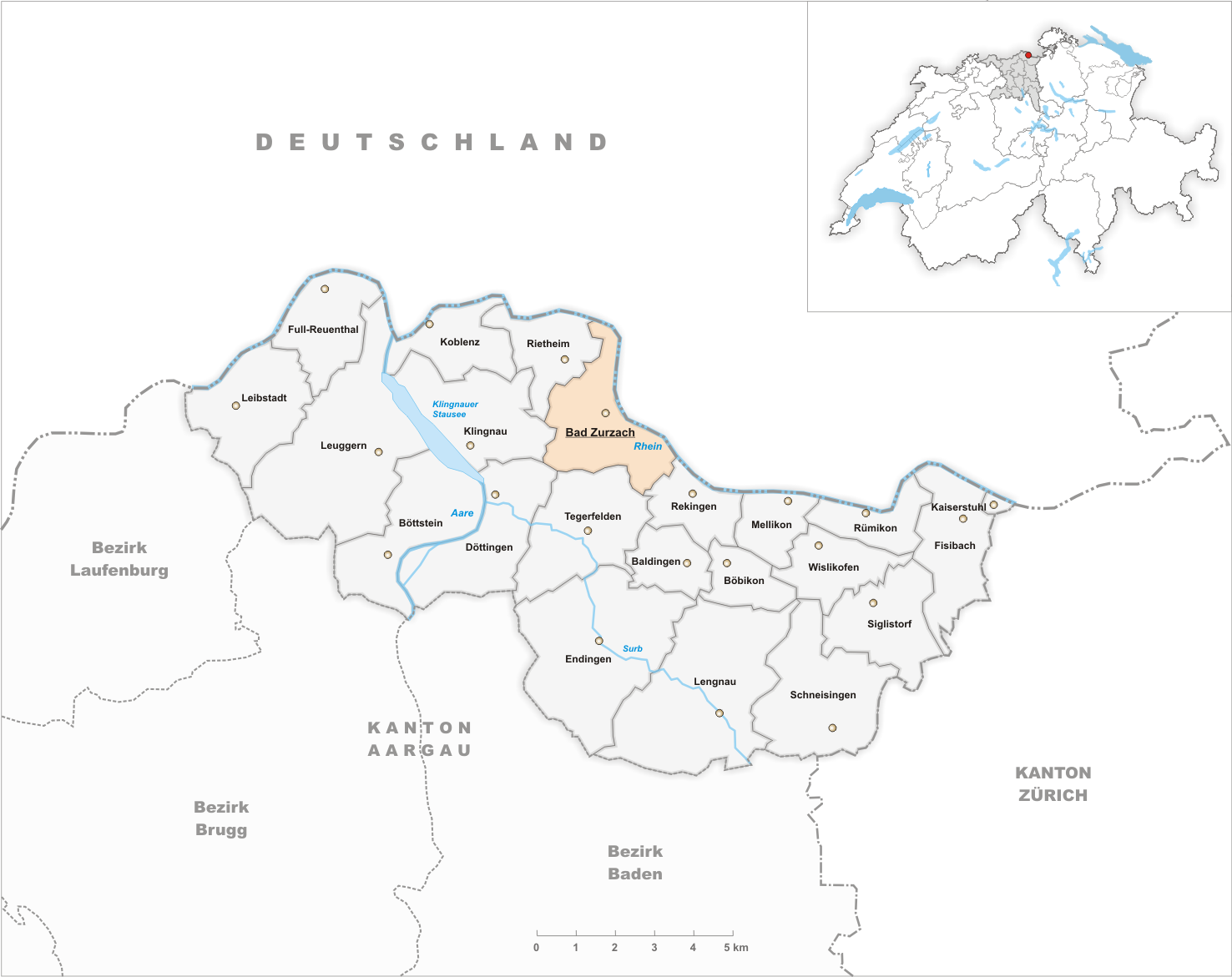
Territorio dell'ex comune di Bad Zurzach

La zona della frazione si estende per circa 500 metri nella piana del fiume e per una lunghezza tra nordovest e sudest di più di due chilometri. Nei pressi del centro della città il Reno piega verso nord: è a questo punto che la piana si estende per una larghezza di circa un chilometro e mezzo. Il centro storico si trova all'ingresso di una valle che divide due colline del Tafeljura. A nordovest si eleva l'Achenberg (535 m s. l. m), a sudest l'Hörndli (321 m s. l. m). e poco più di un chilometro ad ovest il Weiler Acheberg (513 m s. l. m)..
La superficie del territorio della frazione è di 652 ettari, dei quali 278 boschivi e 182 costruiti. Il punto più alto del territorio è sito sul plateau dell'Acheberg a 521 m s.l.m. ed il più basso sul fiume Reno a 318 m s.l.m.

## Origini del nome
Il nome della località proviene dal tardo-latino (praedium) Ortiacum (Terre appartenenti ad Ortius); il nome del borgo in svizzero tedesco è ˈtsʊr.tsɑχ, abbreviato ˈtsʊr.tsi.

## Storia

### Preistoria
Reperti archeologici indicano che la zona di Bad Zurzach era già abitata verso il 3000 a.C. e anche durante il periodo neolitico; ulteriori reperti risalgono all'età del bronzo. Verso il 400 a.C. vi era un insediamento celtico denominato Tenedo.

### Età antica
Dopo la sconfitta delle tribù celtiche degli Elvezi contro le truppe di Giulio Cesare presso Bibracte (58 a.C.), i nuovi signori del territorio furono i Romani. Tenedo si sviluppò come importante base militare nei pressi del castrum romano di Vindonissa. Vi era un ponte sul Reno, una fortificazione (inizialmente semplice e poi doppia) e un notevole insediamento. I Romani lasciarono Tenedo nel 401, allorché si ritirarono oltre le Alpi.

### Età medievale

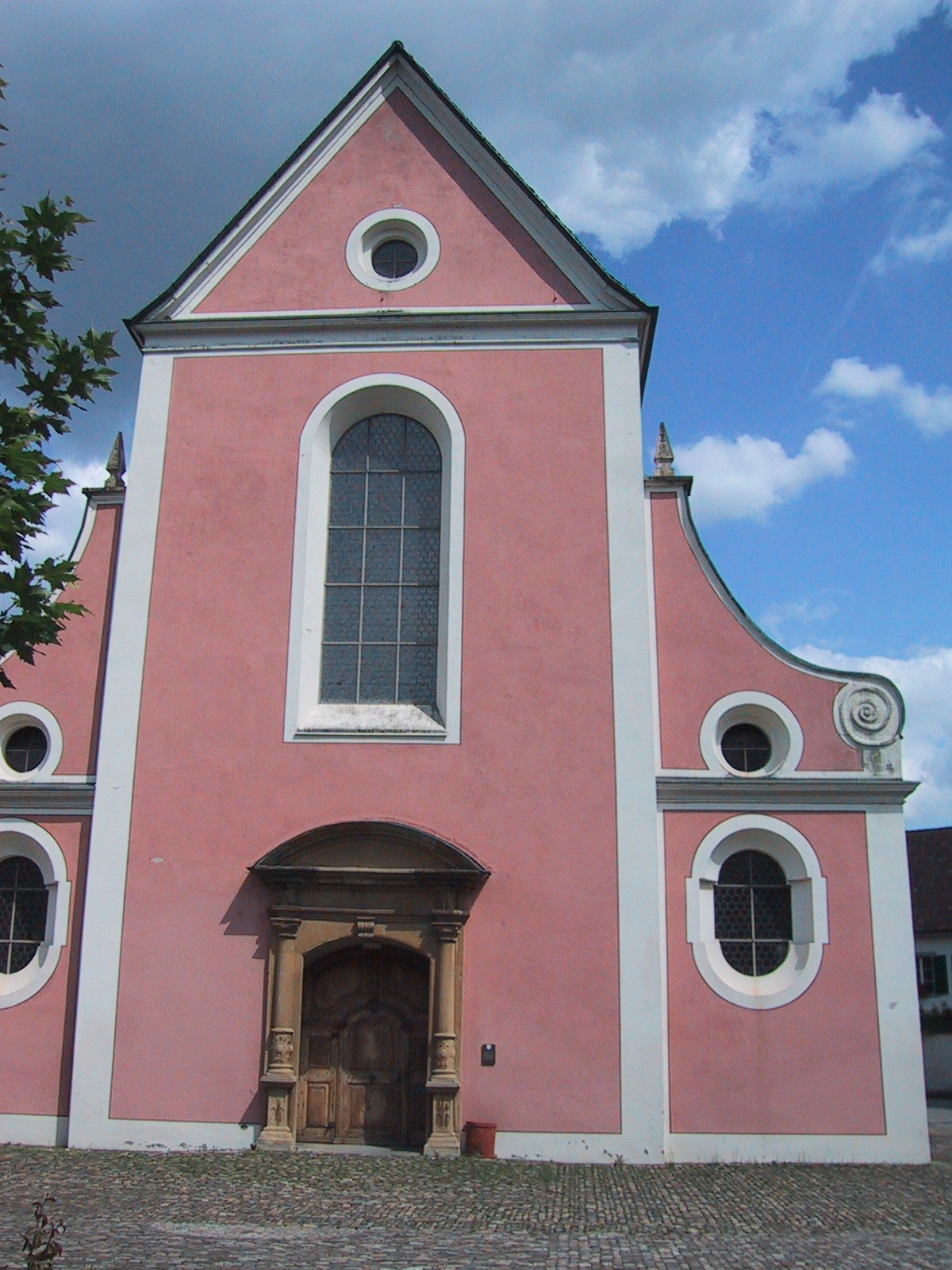
Facciata della chiesa conventuale di Santa Verena

Un ruolo significativo per lo sviluppo di Bad Zurzach ebbe il culto di santa Verena. Secondo la leggenda, era proveniva da una nobile famiglia di Tebe di Egitto e sarebbe giunta, dopo un lungo viaggio al seguito della Legione tebana, nell'attuale Svizzera, ove venne perseguitata come cristiana. Incarcerata inizialmente a Soletta (Salodurum) e lasciata successivamente libera, si diresse verso Tenedo. Qui si prese cura per tutto il resto della sua vita di poveri e ammalati. Deceduta presumibilmente verso il 344, nel X secolo venne eretta in suo onore una chiesa, che divenne col tempo un importante luogo di pellegrinaggio. Nell'830 è attestata la presenza di un monastero doppio benedettino. Nell'881 l'imperatore Carlo il Grosso assegnò il convento alla moglie Riccarda di Svevia. La chiesa conventuale bruciò nel 1294 e fu ricostruita nel 1347 in stile gotico, a tre navate, con una cripta sottostante contenente il sarcofago di santa Verena. Con la Riforma protestante i pellegrinaggi diminuirono sensibilmente. Il convento di Santa Verena rimase fino allo scioglimento avvenuto il 17 maggio 1876; l'ultimo canonico fu Johann Huber (1812–1879) di Hägglingen.
La prima citazione di Zuriaca compare nell'830. Nell'888 Bad Zurzach e la chiesa meta di pellegrinaggi entrarono nei possedimenti dell'abbazia di Reichenau e nel 1265, a causa di problemi finanziari, la località fu ceduta alla diocesi di Costanza. Nel Medioevo Bad Zurzach divenne sede di un'importante fiera.

### Età moderna
Nel 1415 la Vecchia confederazione elvetica occupò l'Argovia e Bad Zurzach divenne proprietà della contea di Baden, un baliato comune (Gemeinen Herrschaft). L'importanza della fiera aumentò ancora: mercanti da tutta la Svizzera, dalla Germania meridionale e persino dai Paesi Bassi e dalla Polonia andavano a Bad Zurzach per offrire le loro merci. Punto saliente era in proposito il 1º settembre, giorno di santa Verena. I commercianti approfittavano dello status di esenzione doganale del luogo del mercato e della favorevole posizione nelle prossimità dello sbocco del fiume Aar nel Reno.

### Età contemporanea

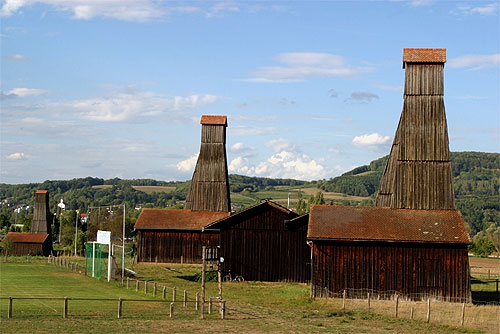
Torri di estrazione del sale

Nel 1798 i francesi invasero la Svizzera. Sotto la loro pressione, nel marzo 1798 fu proclamata la Repubblica Elvetica e Bad Zurzach divenne la capitale di un distretto del Canton Baden; dalla fondazione del Canton Argovia, avvenuta nel 1803, Bad Zurzach divenne capoluogo di circondario. La fiera perse progressivamente, nel corso del XIX secolo, la sua importanza e l'ultima sua edizione ebbe luogo nel 1855.
Nel 1872 venne installata la prima fabbrica di tessuti da Jakob Zuberbühler, il 1º agosto 1876 fu inaugurato il tratto ferroviario Winterthur–Bülach–Koblenz, nel 1907 venne eretto l'ancor oggi esistente ponte sul Reno. Nel 1914 furono scoperti giacimenti di salgemma e ne iniziò lo sfruttamento. La Schweizerische Sodafabrik (oggi Solvay) si stabilì qui, diventando poi un'azienda chimica d'importanza mondiale.
Con gli scavi per il sale fu scoperta anche una sorgente termale, che tuttavia venne subito cementata. Solo quarant'anni dopo giunsero capitali sufficienti per aprire le terme. Il 5 settembre 1955 la fonte termale venne nuovamente raggiunta da uno scavo ed i primi clienti giunsero a Zurzach. Dal 1957 l'acqua viene anche imbottigliata. Bad Zurzach si sviluppò quindi divenendo una dei luoghi per cure termali più importanti della Svizzera. Nel 1973 fu aperta una clinica per la cura dei reumatismi e per la riabilitazione. Nel 1991 fu aperto un centro fisioterapico ed ergoterapico.
Il 21 maggio 2006 venne tenuto un referendum popolare che sancì il cambiamento di denominazione del comune da Zurzach a Bad Zurzach, il che venne attuato ufficialmente a partire dal 1º dicembre dello stesso anno.

## Monumenti e luoghi d'interesse

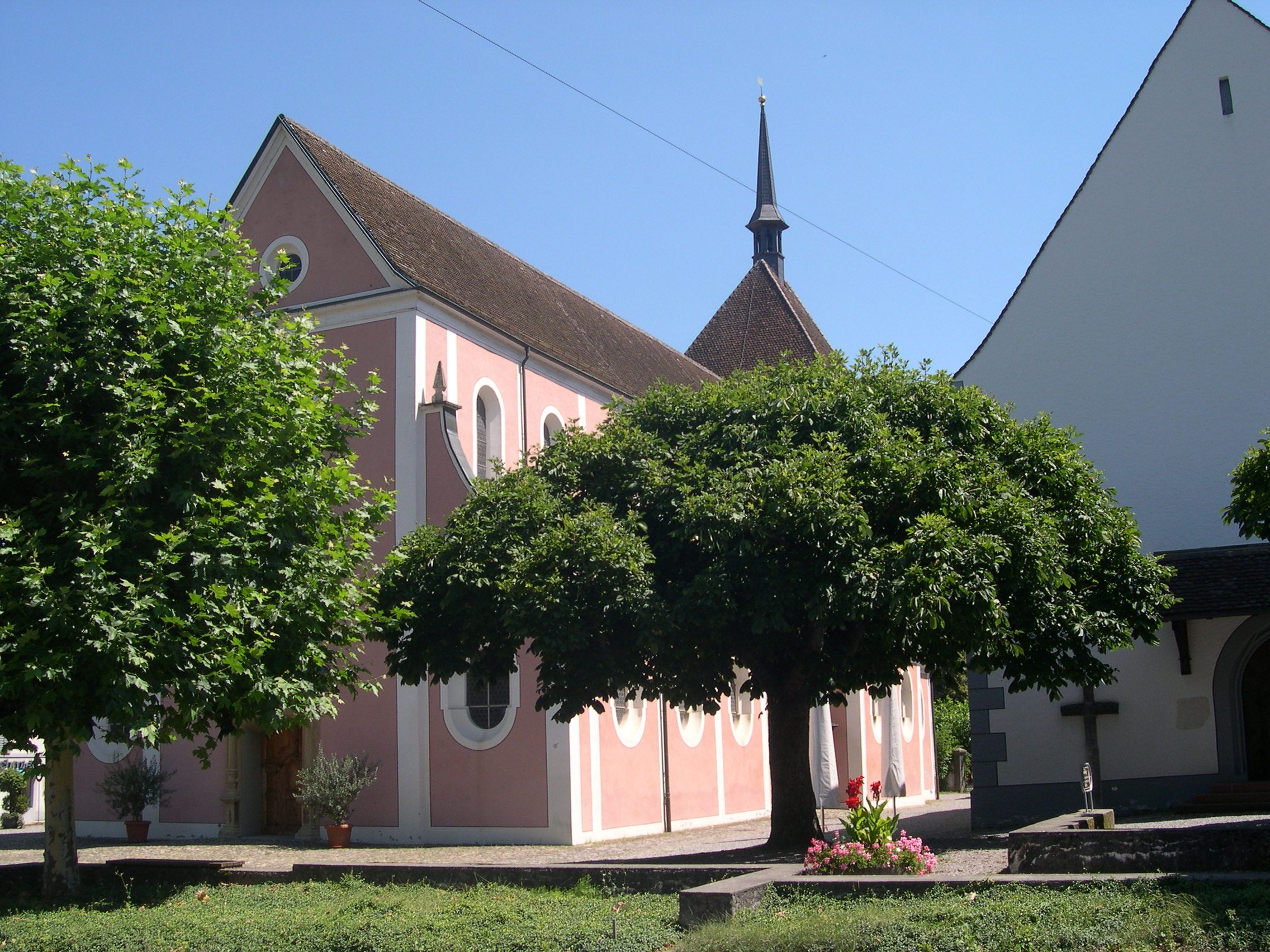
Il monastero di Santa Verena

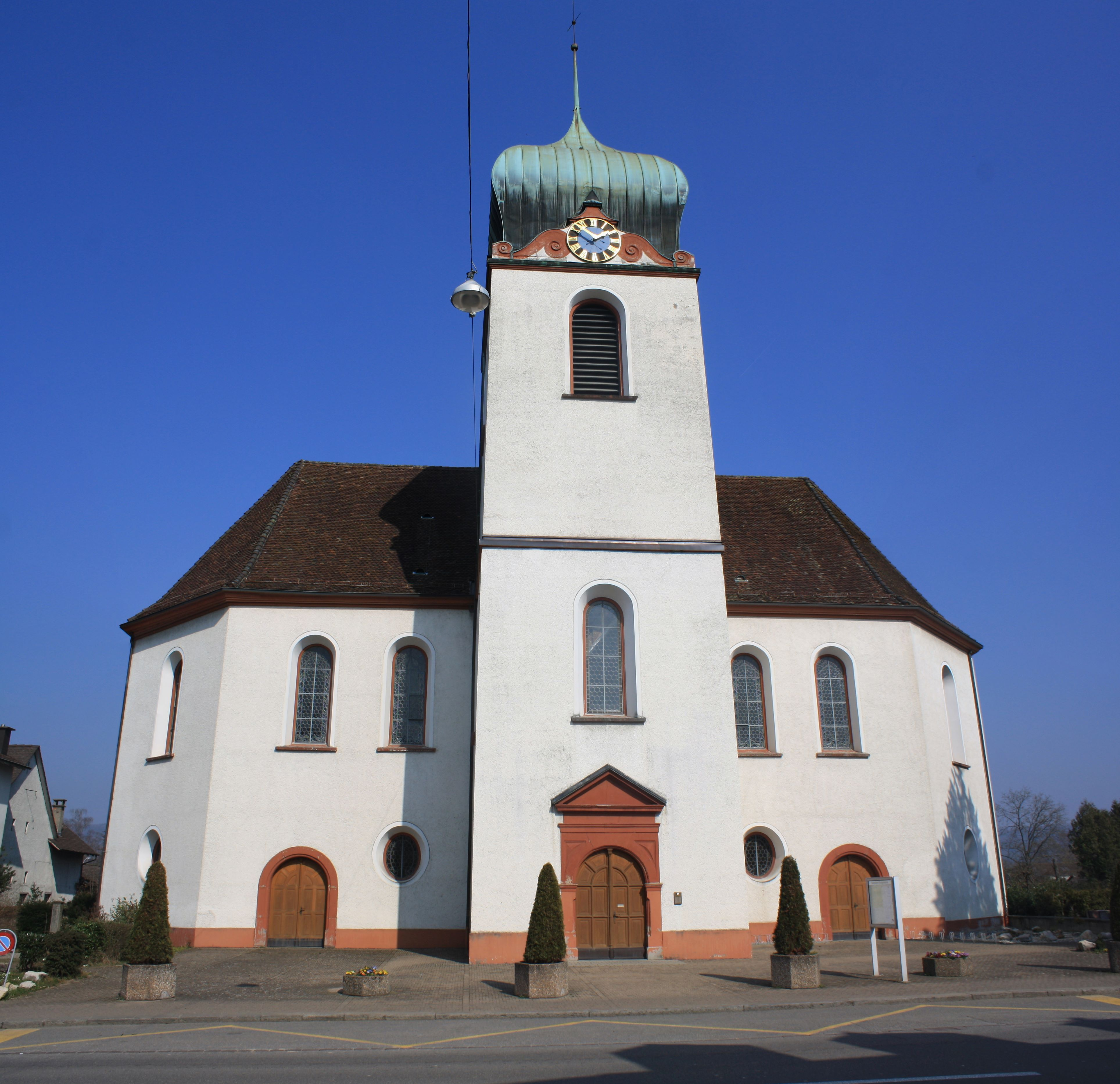
La chiesa riformata

- Monastero di Santa Verena, attestato dal 740-750, con collegiata[1];
- Chiesa cattolica di Santa Maria, eretta nell'XI secolo e ricostruita nel 1517;
- Chiesa riformata, eretta nel 1716-1717[1].

## Società

### Evoluzione demografica
L'evoluzione demografica è riportata nella seguente tabella:
Abitanti censiti

### Lingue e dialetti
Secondo il censimento del 2000, per quanto riguarda la lingua parlata (lingua madre), la suddivisione linguistica era la seguente:
- 82,9 % tedesco
- 3,3 % serbocroato
- 3,2 % italiano
- 2,7 % albanese
- 2,0 % portoghese
- 1,6 % turco
- 0,7 % inglese[senza fonte]

### Religione
Secondo il censimento del 2000, le religioni della popolazione erano così ripartite:
- 44,4% cattolici romani
- 29,5% protestanti
- 3,10% ortodossi
- 7,90% musulmani
- 1,40% appartenenti ad altre fedi

## Economia

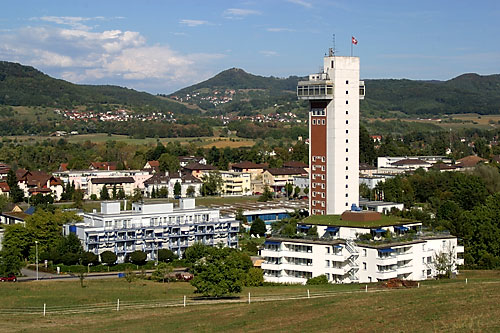
Hotel a torre e bagni termali

A Bad Zurzach, secondo Betriebszählung 2005, vi sono circa 2 800 posti di lavoro dei quali l'1% in agricoltura, il 18% nell'industria e l'81% nei servizi.
Il principale motore dell'economia cittadina sono le terme: l'acqua salmastra a 40 °C di temperatura viene aspirata da una profondità di 1 000 m. Il moderno stabilimento dei bagni termali, numerosi hotel e una clinica riabilitativa fanno di Bad Zurzach un importante centro turistico. L'acqua delle terme viene anche imbottigliata e venduta in tutta la Svizzera come acqua minerale.
Altri importanti datori di lavoro sono l'industria chimica internazionale Solvay, l'industria tessile, produttrice di biancheria intima, Triumph International e l'impresa di trasporti e di logistica Indermühle.

## Infrastrutture e trasporti

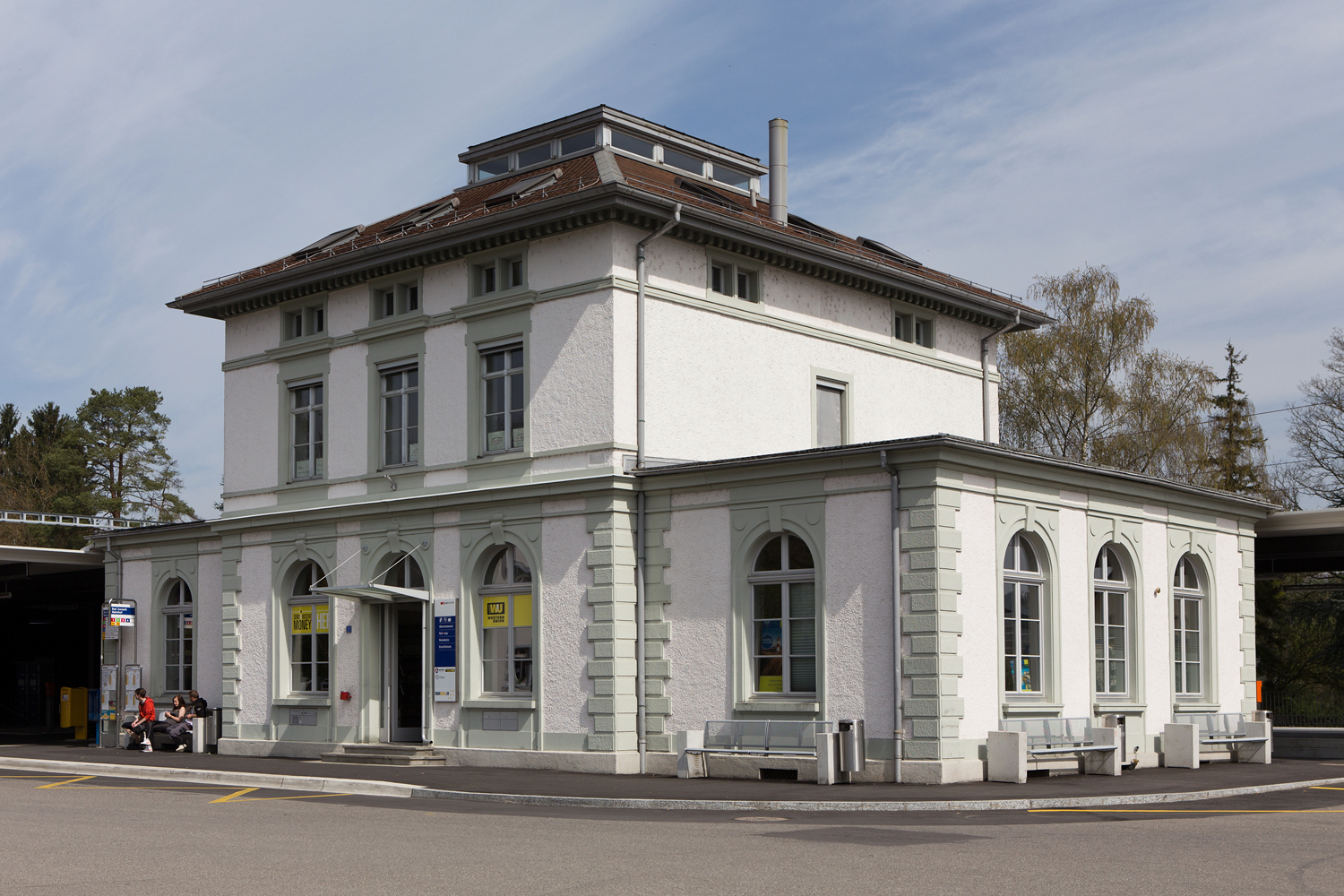
La stazione di Bad Zurzach

Bad Zurzach sorge lunga la strada principale 7 fra Basilea e Winterthur e il traffico attraversò il centro storico fino al 1989, quando fu aperto un tunnel lungo il fiume Reno. La città è servita dall'omonima stazione sulla ferrovia Winterthur-Bülach-Koblenz (linea S27 della rete celere dell'Argovia); a Waldshut vi è il collegamento con le ferrovie tedesche verso Basilea.
Una linea delle autolinee postali svizzere conduce a Brugg; una seconda, gestita dalla Gesellschaft Regionalbus Zurzach, conduce a Baldingen; una terza, gestita dalla Südbadenbus, a Waldshut. All'interno della stessa Bad Zurzach una linea automobilistica gratuita collega il centro cittadino con i quartieri e con Rietheim.

## Amministrazione
Ogni famiglia originaria del luogo fa parte del cosiddetto comune patriziale e ha la responsabilità della manutenzione di ogni bene ricadente all'interno dei confini del comune.